# Momotus coeruliceps
Momotus coeruliceps là một loài chim trong họ Momotidae.